# Anna Maria Huarte
Ana María Josefa Ramona de Huarte y Muñiz (1786–1861), pierwsza cesarzowa Meksyku.

## Życie
Anna Maria była córką Isidra Huarte, bogatego intendenta prowincji. Jej matka, Anna Muñiz y Sanchez de Tagle, była spokrewniona z markizami z Altamiry. Urodziła się w Valladolid. Naukę pobierała w rodzinnym mieście w żeńskiej szkole dla córek najlepszych rodzin w Valladolid, znanej jako Szkoła Świętej Róży. Tam właśnie poznała swojego przyszłego męża Agustína de Iturbide, w którym się zakochała z wzajemnością.
Ślub pary odbył się w katedrze w Valladolid 27 lutego 1805 roku. Anna Maria otrzymała posag w wysokości 100 000 peso, którego część narzeczony zużył na kupno hacjendy w Apeo. Anna Maria zawsze pozostawała w cieniu wielkiego męża, którego obdarzyła licznym potomstwem. Żonę "Wyzwoliciela", jak nazywano jej męża, przyjęto w jej rodzinnym mieście jak królową. Małżonka Iturbide'a była uwielbiana przez Meksykanów.
Gdy proklamowano cesarstwo zdecydowano się namaścić i ukoronować Marię Annę razem z małżonkiem i nadać jej tytuł cesarzowej. Koronacja odbyła się 21 lipca 1822 roku. Agustín sam koronował swoją żonę. Nowa cesarzowa nie wtrącała się do polityki, zajmowała się wychowywaniem dzieci. Cesarzowa godnie pełniła swoją funkcję, do towarzystwa miała arystokratyczne damy dworu. Mimo miłości męża do Anny Marii, wiadomo o jednej jego kochance, arystokratce Marii Ignacii Rodríguez de Valasco de Villar Villamil . Po abdykacji męża w 1823 roku, była cesarzowa udała się wraz z nim na wygnanie do Włoch. Agustína de Iturbide wraz z żoną powrócił do Meksyku, gdy zaistniało zagrożenie ponownego włączenia państwa do Hiszpanii. Został tam aresztowany i rozstrzelany w 1824 roku.
Rząd Meksyku postanowił, że wdowa po cesarzu i jej rodzina ma wyjechać do Kolumbii i wyznaczyła Marii Annie roczną pensję w wysokości ośmiu tysięcy peso. Ponieważ nie znalazł się ani jeden statek, który w tych dniach mógłby ich tam odtransportować, pozwolono jej przenieść się do Stanów Zjednoczonych, gdzie znalazła stałe miejsce pobytu. Początkowo mieszkała w Baltimore, a potem w małym domku w Georgtown na obrzeżach Waszyngtonu. W klasztorze Nawiedzenia w tym mieście do dzisiaj można zobaczyć kilka portretów i pamiątek po rodzinie Marii Anny, gdyż ta często przebywała w klasztorze, do którego wstąpiła jej córka, Juana. Miała tam swoją celę, a także miejsce na chórze i w refektarzu. W klasztorze często nosiła habit mniszki, ale nigdy na zewnątrz. Podarowała klasztorowi swój strój koronacyjny ze srebrnymi i złotymi nitkami, z których porobiono potem ozdoby i relikwiarze.
W końcu Maria Anna z córkami zamieszkała w Filadelfii. W 1847 roku mieszkała tam już sama, znajdując się w trudnej sytuacji finansowej, jako że od kilku miesięcy nie otrzymywała pensji wyznaczonej przez rząd meksykański. Anna Maria przeżyła śmierć swoich dwóch córek: Juany mniszki i Marii Jesús, znanej jako Ciucia. Nie była zadowolona, gdy jej syn Ángel ożenił się z Amerykanką, Alicią Green, z którą nigdy się nie spotkała.
Maria Anna zmarła 21 marca 1861 roku na puchlinę wodną, w obecności trójki swoich dzieci.

## Dzieci
- Agustin Jerónimo de Iturbide y Huarte (1807–1866)
- Sabina de Iturbide y Huarte (1809–1871)
- Juana María de Iturbide y Huarte (1811–1828)
- Josefa de Iturbide y Huarte (1814–1891)
- Ángel de Iturbide y Huarte (1816–1872), ojciec Agustína de Iturbide y Green
- María Isis de Iturbide y Huarte (1818–1849)
- María de los Dolores de Iturbide y Huarte (1819–1820)
- Salvador de Iturbide y Huarte (1820–1856), ojciec Salvadora de Iturbide y de Marzán
- Felipe Andrés María Guadalupe de Iturbide y Huarte (1822–1853)
- Agustín Cosme de Iturbide y Huarte (1824–1873)